# 禁煙外来

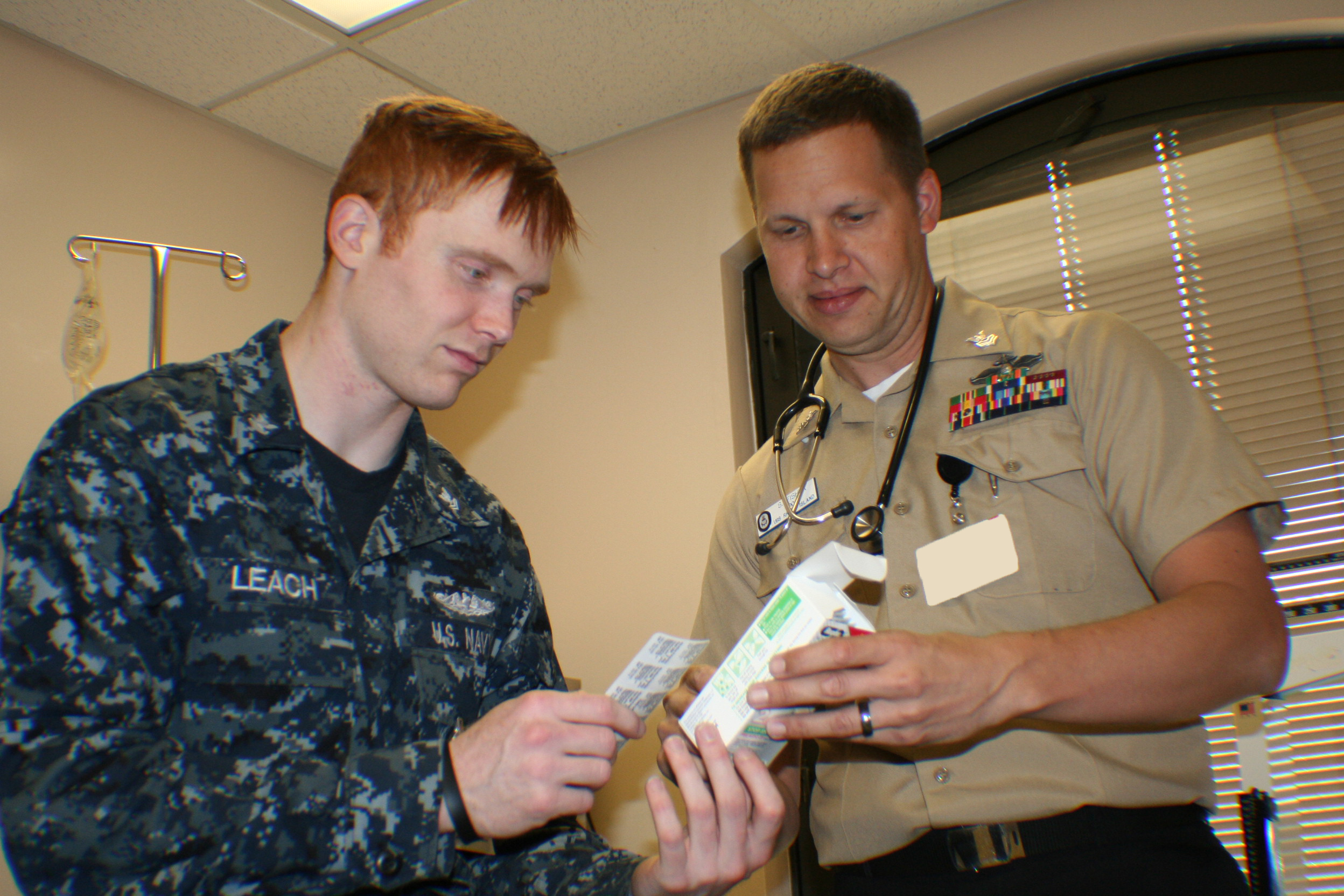
禁煙治療を受けるアメリカ海軍の兵士

禁煙外来（きんえんがいらい）は、たばこをやめたい人向けに作られた専門外来の科目。

## 禁煙治療の指針
外来診療や検診の現場では5Aアプローチと呼ばれる指導手順が世界各国で採用されている。
- Ask（喫煙状況等の評価）[1]
- Advice（アドバイス）[1]
- Assess（禁煙への関心度の評価）[1]
- Assist（禁煙支援）[1]
- Arrange（フォローアップの診察の予定決定）[1]

## 禁煙治療の内容

### 薬物療法
喫煙習慣に深く関係しているニコチン依存から脱却するため禁忌がなければニコチン代替療法が有効とされている。

### 行動療法
禁煙の成功率を高めるため、ストレス、睡眠不足、環境や行動等についての対処法や問題解決方法を確認・アドバイスする行動療法が併用される。

## 欧米の禁煙治療

### プログラム
イギリスでは1999年からNHS（National Health Service）に禁煙治療サービスが組み込まれ制度化されている。

### 薬物療法

#### 米国
米国の標準治療ガイドラインでは、バレニクリン、ニコチン代替療法、塩酸ブプロピオンSRが第一選択薬とされている。

#### 副作用

##### 抑うつおよび自殺
2007年11月、アメリカ合衆国食品医薬品局（FDA）は、禁煙のためにバレニクリンを服用中の患者に、自殺念慮・自殺行為・奇異行動・眠気を含むいくつかの重大な副作用がみられたと市販後調査で報告された事を発表した。2008年2月1日、FDAはこの件について「Chantix（バレニクリンのアメリカでの商品名）と重大な神経精神医学的症状に関連がある可能性がさらに強まった」と警告を発した。精神医学的症状がこの薬あるいはニコチン離脱症状と関係があるかどうかは、知られていないとされるが、それらの症状を呈した患者のすべてが喫煙を中止していたわけではなかった。また、FDAは医療従事者および患者に対し行動や気分の変化について観察するよう勧告した。2008年5月、ファイザー社はバレニクリンの医薬品安全情報を「一部の患者において行動変化・激越・抑うつ気分・自殺念慮・自殺行為が報告されている」と改訂した。 2009年7月1日、FDAは、抑うつ・自殺念慮・自殺行為を含む重大な副作用が報告されていることにより、バレニクリンを同局の最も強い安全上の警告である『黒枠警告』に移動した。
禁煙補助薬のバレニクリンは、致死的または非致死的な自殺や自傷のリスクを上昇させないことが、大規模前向きコホート研究の結果として示された。

##### 他害行為
アメリカ食品医薬品局（FDA）の有害事象報告システム（AERS）のデータから、殺人や暴力といった他害行為を同定し、2位の抗うつ薬プロザックの10.9倍を引き離し18.0倍と、最も他害行為の危険性を高める薬であることが明らかになっている。

##### 心血管系疾患
2011年6月16日、FDAはバレニクリンについて「心血管系疾患を持つ患者では、ある種の心血管系副作用のリスクが少し増加すること」と関連する可能性があると安全情報を発表した。 2011年7月4日、4人の研究者がカナディアン・メディカル・アソシエーション・ジャーナルに二重盲検試験のレビューを発表した。その調査において、バレニクリンはプラセボに比べて心血管系の重大な副作用のリスクを増加させることが発見された。

## 日本の禁煙外来

### 歴史
以前は、禁煙にかかる費用は全て健康保険の対象外（自由診療・保険外診療）であったため患者の全額負担であった。しかしニコチンガムの使用認可に伴って日本では1994年ころから禁煙外来が開設されるようになった。1999年にはニコチンパッチの使用が認可され、禁煙外来数は2003年8月に200を超えた。2006年4月には禁煙治療が健康保険の保険適用となり、同年6月からはニコチンパッチが保険薬として処方できるようになった。
当時、診療報酬について話し合う国の中央社会保険医療協議会の審議では複数の委員が保険適用に反対し、「喫煙は個人の嗜好（しこう）である」「禁煙は個人の責任で、公的保険の給付にはなじまない」といった意見が出された。一方、保険適用推進派からは「喫煙はニコチン依存や肺がん、心臓病などを引き起こす病気であり、治療の対象であるべき」といった声があり、議論は最後までかみ合わなかったという。
結局、実施医療機関や対象者を限定し、「実施医療機関の敷地内が禁煙であること」「基準以上の喫煙歴（1日の喫煙本数×喫煙年数の数値が200以上）があること」など、一定条件下の保険適用が認められる事となった。
2008年1月には非ニコチン製剤の禁煙補助薬バレニクリンが承認された。2009年10月現在、保険診療の禁煙治療を行う医療機関は約9,000である。
禁煙治療が保険適用される医療機関は、敷地内禁煙であることなど一定の要件を満たして届出の上、認可を受ける必要がある。保険治療が受けられる医療機関は、各都道府県の社会保険事務局に問い合わせる必要がある。内科・耳鼻咽頭科・精神科・眼科などでの禁煙治療は保険が適用されるが、歯科は2008年7月においても保険適用外となるので受診の際は注意が必要である。
平成22年10月1日からのタバコの値上げをうけて、禁煙外来の受診患者数が急増したことで全国的に禁煙補助薬の供給が不足したが、平成23年1月からは安定供給が可能となった。なお、禁煙外来で用いられる禁煙薬はあくまでも禁煙補助剤であり、医師や看護師などによるカウンセリング療法が禁煙成功率を上げる鍵となっている。

### 治療
2006年4月1日より、一定の基準を満たす患者における禁煙治療に関して保険適用が中央社会保険医療協議会の答申により認められ、ニコチン依存症管理料や、ニコチンパッチなどが保険が適用されている。
禁煙外来にて禁煙治療を受ける為には、患者側に各種の条件が必要とされ、これらの条件を全て満たした場合にのみ、診療報酬請求を行う事ができる。一つでも条件を満たさない場合は、自由診療（全額自己負担かつ診療所の自由な価格設定で消費税の課税対象）である。
- 患者自らが禁煙を望むこと
- ニコチン依存症診断用のスクリーニングテスト (TDS) を行い5点以上の診断された者
- 喫煙年数と1日の喫煙本数を掛けた値が200以上であること
- 治療方法に関しての文章を読み、治療に関する承諾書を記述すること

飲み薬による治療は初診から12週間、貼り薬による治療は初診から8週間が標準治療期間となる（保険適応期間は両薬剤で若干の違いがあり、内服薬では禁煙外来保険適応期間と同じく12週間、貼付薬では10週間までである）。ただし、医師が必要と認めた場合には、それぞれの薬剤について別に定められた範囲内での処方がなされることもあり得る。この場合、前述の保険適応期間を超える範囲の費用については、診察料・薬剤費用などを含めて全額自己負担となる。なお未成年の受診でも問題はない。

### 補助薬と概算費用
保険適用される補助薬では、医療用ニコチンパッチ、ニコチンガム、バレニクリン（チャンピックス）などが処方され、禁煙直後から始まる離脱症状を抑える働きがあり、それら補助薬の選択は医師のアドバイスを受けた患者自身が決めるのが一般的である。なお、バレニクリンは2011年8月30日に厚生労働省より「気を失った」「ぼーとする」などの意識障害の副作用の疑いが過去に起こっていたと発表されている。
標準的な費用面は、ニコチン依存症として保険適応となった場合には、診察料及び保険薬局などでの処方を含めて、ニコチンパッチを使用すると自己負担金は約12,000円、バレニクリンでは約18,000円となる（いずれも3割負担額、2011年12月現在）。さらに禁煙を推進する一部企業によっては、費用面の軽減措置が計られることもある。なお、用量や期間、調剤内容や診療機関や調剤報酬などにより費用は異なる。

### 施設
禁煙治療を健康保険で行う医療機関は次の条件を満たさなければならない、としている。
- 敷地内禁煙（施設責任の及ぶ範囲、駐車場も含める）であること
- 禁煙治療を行っていると、わかりやすく提示していること
- 禁煙治療の経験がある医師が1名以上勤務している
- 禁煙専属に看護師、准看護師が1名以上勤務している
- 治療経過確認の為に一酸化炭素測定器が備わっている
- ニコチン依存症管理料を算定した患者のうち、喫煙を止めたものの割合等を、所定の様式を用いて、社会保険事務局長に報告していること

医療保険を使わないで治療を行う場合（自由診療）は、上記を満たす必要はない。

### その他
医療広告規制のため、各医療機関の成績は原則として非公開となっており、医療機関では禁煙成功者数のみ公開されていることがある。この場合、禁煙「成功」とは必ずしも禁煙継続1年後を意味するものではなく、処方期間中に禁煙を継続していた患者数を「成功者数」とする医療機関もあるため、解釈には注意を要する。

保険適用後に禁煙治療に対して医療費の抑制とする観点から、保険適用取り消しも視野に入れた検証調査が行われた。その調査の中で5回全て受診した場合の1年禁煙継続率は45.7%、途中で治療を辞めた人を含めた全体の1年禁煙率は32.6%とされた。このことから、厚生労働省は、一定の効果を認めた。
なお、施設間・担当医によって治療成績が大幅に異なっていることもある（禁煙学会認定医・非認定医との成績差は不明。非認定医であっても1年禁煙率が50%を超える施設も存在する）。